# Glencairn (métro de Toronto)
Pour les articles homonymes, voir Glencairn.
Glencairn est une station de la ligne 1 Yonge-University du métro, de la ville de Toronto en Ontario au Canada.

## Situation sur le réseau
Établie en surface, la station Glencairn de la ligne 1 Yonge-University, précède la station Lawrence West, en direction du terminus Vaughan Metropolitan Centre, et elle est précédée par la station Eglinton West, en direction du terminus Finch.

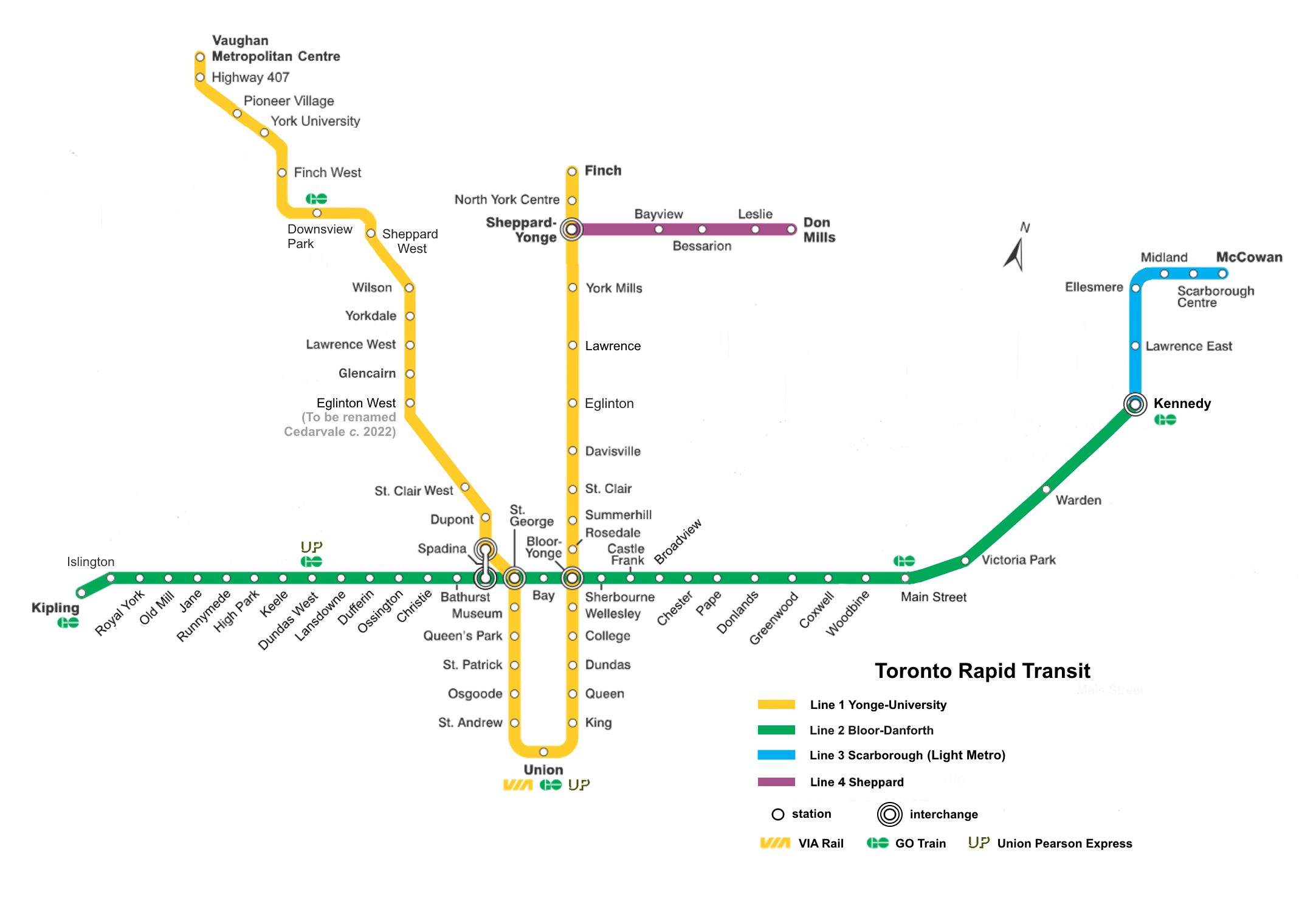
Plan du métro de Toronto (2018).

## Histoire
La station est inaugurée le 28 janvier 1978. L'architecture est due au cabinet firme Adamson Associates.
Elle est l'une des stations les moins fréquentées du réseau métropolitain de Toronto avec seulement 5 560 passagers par jour.

## Services aux voyageurs

### Intermodalité
La station est desservie par les bus de la ligne 14 Glencairn.

## Projets
L'installation de deux ascenseurs est en cours. Les travaux s'achèveraient à l'été 2024,.

## Art public
| - Avant l'installation de l'œuvre d'art - Après - Les vraies couleurs |

Au plafond de la station on trouve une œuvre par Rita Letendre, intitulée « Joy » (Joie). Installé en 2020, cette œuvre mesure 200 m de long et comprend plus de 800 panneaux de verre,.
Cet objet remplace une autre œuvre, créée par la même artiste en 1977, qui a été retiré dans les années 1990 à la suite d'un dégât d'eau.
Les deux œuvres portent le même titre, mais elles n'utilisént pas la même palette de couleurs.